# Aoife MacMurrough
Aoife MacMurrough, född 1145, död 1188, var en irländsk adelsdam, gift med normanden Richard de Clare, 2nd Earl of Pembroke, känd som Strongbow, ledaren av den engelska erövringen av Irland. Hon var dotter till kungen av Leinster och hennes äktenskap gjorde att Irland öppnades för engelsk erövring genom att hennes arvsrätt till Leinster övergick till hennes makes familj. Aoife MacMurrough utkämpade militära strider för makens räkning och är känd som "Röda Eva".